# Gastrotheca ovifera
La granota marsupial comú (Gastrotheca ovifera) és una espècie de granota de la família del hemipràctids. Va ser descrit com a Notodelphys ovifera per Lichtenstein i Weinland el 1854. El nom específic és un compost neollatí construït, oviferus, «ovífer, que porta ous».
És una granota arbòria nocturna comuna a les terres baixes humides i als boscs humits de muntanya. Al bosc nebulós de Rancho Grande, els mascles rauquen de gener a març i les femelles donen a llum cries de maig a juny. Aquesta espècie es troba de forma simpàtrica amb G. walkeri i Flectonotus pygmaeus. Té un desenvolupament directe sense un estadi larvari de vida lliure.
Viu a boscs nebulosos de la serralada de la Costa i la serra d'Aroa, al nord de Veneçuela (estats d'Aragua, Cojedes, Miranda, Distrito Federal, Carabobo i Yaracuy), 890–2060 m d'altitud; possiblement s'estén a la Península de Paria.
A la Llista Vermella de la UICN és catalogat en la categoria vulnerable. L'agricultura, l'explotació forestal i el desenvolupament de grosses infraestructures destrossen molt del seu hàbitat natural. Tot i que aquesta espècie no està associada a l'aigua, no es pot descartar la malaltia fúngica quitridiomicosi.